# Supercoupe de l'UEFA 2019
La Supercoupe de l'UEFA 2019 est la 44e édition de la Supercoupe de l'UEFA. Le match oppose le Liverpool FC, vainqueur de la Ligue des champions 2018-2019 à Chelsea,  vainqueur de la Ligue Europa 2018-2019. Il s'agit de la première édition opposant deux clubs anglais.
La rencontre se déroule le 14 août 2019 au Beşiktaş Park (stade du Beşiktaş JK) à Istanbul, en Turquie.
Les règles du match sont celles d'une finale de Coupe d'Europe : la durée de la rencontre est de 90 minutes. S'il y a toujours match nul, une prolongation de deux fois quinze minutes est jouée. S'il y a toujours égalité au terme de cette prolongation, une séance de tirs au but est réalisée. Trois remplacements sont autorisés pour chaque équipe (un quatrième peut être effectué en cas de prolongation).
Le Liverpool FC remporte son quatrième titre dans la compétition, battant le Chelsea FC lors de la séance de tirs au but (5-4), après un score de 2-2 à la suite de la prolongation.

## Désignation de la ville organisatrice
Pour la première fois, une procédure de candidature est ouverte pour la désignation des sites qui accueilleront les finales 2019 de la Ligue des champions de l'UEFA, de la Ligue Europa, de la Ligue des champions féminine de l'UEFA ainsi que de la Supercoupe de l'UEFA. Cette procédure démarre le 9 décembre 2016, les associations ayant alors jusqu'au 27 janvier 2017 pour faire part de leur intérêt. Les dossiers de candidatures doivent être fournis à l'UEFA avant le 6 juin 2017, avec une seule proposition de site par pays ; le Comité exécutif de l'UEFA sélectionne enfin le site en septembre 2017.
Neuf pays font initialement part de leur intérêt pour l'organisation de la compétition. Sept d'entre eux confirment finalement leur candidature avant la date limite du 7 juin 2017.
| Association     | Stade             | Ville       |
| --------------- | ----------------- | ----------- |
| Albanie         | Arena Kombëtare   | Tirana      |
| France          | Stadium municipal | Toulouse    |
| Irlande du Nord | Windsor Park      | Belfast     |
| Israël          | Stade Sammy-Ofer  | Haïfa       |
| Kazakhstan      | Astana Arena      | Noursoultan |
| Pologne         | Arena Gdansk      | Gdańsk      |
| Turquie         | Beşiktaş Park     | Istanbul    |

Le Comité exécutif de l'UEFA choisit le Beşiktaş Park le 20 septembre 2017.

## Contexte
C'est la première fois de l'histoire de la compétition que deux clubs anglais s'opposent et qu'un trio féminin, emmené par la Française Stéphanie Frappart, arbitre une compétition masculine de ce niveau.

## Match
| Titulaires :  |                         |      |
|               |                         |      |
| 13            | Adrián                  |      |
| 12            | Joe Gomez               |      |
| 32            | Joël Matip              |      |
| 4             | Virgil van Dijk         |      |
| 26            | Andrew Robertson        | 91e  |
| 7             | James Milner            | 64e  |
| 3             | Fabinho                 |      |
| 14            | Jordan Henderson        |      |
| 15            | Alex Oxlade-Chamberlain | 46e  |
| 11            | Mohamed Salah           |      |
| 10            | Sadio Mané              | 103e |
|               |                         |      |
| Remplaçants : |                         |      |
| 22            | Andy Lonergan           |      |
| 62            | Caoimhin Kelleher       |      |
| 51            | Ki-Jana Hoever          |      |
| 66            | Trent Alexander-Arnold  | 91e  |
| 5             | Georginio Wijnaldum     | 64e  |
| 20            | Adam Lallana            |      |
| 23            | Xherdan Shaqiri         |      |
| 67            | Harvey Elliott          |      |
| 9             | Roberto Firmino         | 46e  |
| 24            | Rhian Brewster          |      |
| 27            | Divock Origi            | 103e |
|               |                         |      |
| Entraîneur :  |                         |      |
| Jürgen Klopp  |                         |      |

| Titulaires :  |                     |      |
|               |                     |      |
| 1             | Kepa Arrizabalaga   |      |
| 28            | César Azpilicueta   |      |
| 15            | Kurt Zouma          |      |
| 4             | Andreas Christensen | 85e  |
| 33            | Emerson Palmieri    |      |
| 5             | Jorginho            |      |
| 7             | N'Golo Kanté        |      |
| 17            | Mateo Kovačić       | 101e |
| 33            | Christian Pulisic   | 74e  |
| 18            | Olivier Giroud      | 74e  |
| 11            | Pedro               |      |
|               |                     |      |
| Remplaçants : |                     |      |
| 13            | Willy Caballero     |      |
| 2             | Antonio Rüdiger     |      |
| 3             | Marcos Alonso       |      |
| 21            | Davide Zappacosta   |      |
| 29            | Fikayo Tomori       | 85e  |
| 8             | Ross Barkley        | 101e |
| 19            | Mason Mount         | 74e  |
| 47            | Billy Gilmour       |      |
| 9             | Tammy Abraham       | 74e  |
| 10            | Willian             |      |
| 16            | Kenedy              |      |
| 27            | Michy Batshuayi     |      |
|               |                     |      |
| Entraîneur :  |                     |      |
| Frank Lampard |                     |      |

| Titulaires :  |                         |      |
|               |                         |      |
| 13            | Adrián                  |      |
| 12            | Joe Gomez               |      |
| 32            | Joël Matip              |      |
| 4             | Virgil van Dijk         |      |
| 26            | Andrew Robertson        | 91e  |
| 7             | James Milner            | 64e  |
| 3             | Fabinho                 |      |
| 14            | Jordan Henderson        |      |
| 15            | Alex Oxlade-Chamberlain | 46e  |
| 11            | Mohamed Salah           |      |
| 10            | Sadio Mané              | 103e |
|               |                         |      |
| Remplaçants : |                         |      |
| 22            | Andy Lonergan           |      |
| 62            | Caoimhin Kelleher       |      |
| 51            | Ki-Jana Hoever          |      |
| 66            | Trent Alexander-Arnold  | 91e  |
| 5             | Georginio Wijnaldum     | 64e  |
| 20            | Adam Lallana            |      |
| 23            | Xherdan Shaqiri         |      |
| 67            | Harvey Elliott          |      |
| 9             | Roberto Firmino         | 46e  |
| 24            | Rhian Brewster          |      |
| 27            | Divock Origi            | 103e |
|               |                         |      |
| Entraîneur :  |                         |      |
| Jürgen Klopp  |                         |      |

| Titulaires :  |                     |      |
|               |                     |      |
| 1             | Kepa Arrizabalaga   |      |
| 28            | César Azpilicueta   |      |
| 15            | Kurt Zouma          |      |
| 4             | Andreas Christensen | 85e  |
| 33            | Emerson Palmieri    |      |
| 5             | Jorginho            |      |
| 7             | N'Golo Kanté        |      |
| 17            | Mateo Kovačić       | 101e |
| 33            | Christian Pulisic   | 74e  |
| 18            | Olivier Giroud      | 74e  |
| 11            | Pedro               |      |
|               |                     |      |
| Remplaçants : |                     |      |
| 13            | Willy Caballero     |      |
| 2             | Antonio Rüdiger     |      |
| 3             | Marcos Alonso       |      |
| 21            | Davide Zappacosta   |      |
| 29            | Fikayo Tomori       | 85e  |
| 8             | Ross Barkley        | 101e |
| 19            | Mason Mount         | 74e  |
| 47            | Billy Gilmour       |      |
| 9             | Tammy Abraham       | 74e  |
| 10            | Willian             |      |
| 16            | Kenedy              |      |
| 27            | Michy Batshuayi     |      |
|               |                     |      |
| Entraîneur :  |                     |      |
| Frank Lampard |                     |      |